# Готлобер, Валентин Михайлович
Валенти́н Миха́йлович Готло́бер (15 июня 1916, Москва — 1999) — советский экономист, считающийся создателем уральской экономической школы, начало которой было положено в 1948 г. открытием аспирантуры по подготовке научно-педагогических кадров для вузов Уральского региона при кафедре политической экономии Уральского университета. Организатор экономического образования на Урале после Великой Отечественной войны. Один из организаторов экономического факультета Уральского университета и первый его декан (1960—1967), а также инициатор и один из организаторов Свердловского института народного хозяйства (1967). Профессор Уральского государственного университета (1946—1967), профессор и ректор Свердловского института народного хозяйства (1967—1968), профессор и зав. кафедрой политэкономии (позже — экономической теории) Кубанского государственного университета (1970—1999?).

## Биография

### Довоенный и военный период
В. М. Готлобер родился в известной еврейской семье. Дед В. М. Готлобера — поэт, писатель и просветитель XIX века Авраам Готлобер. Отец Михаил Абрамович Готлобер был профессиональным революционером, занимал ответственный пост в Наркомате юстиции, с 1924 занимался научно-педагогической деятельностью: был доцентом и профессором Политической академии, профессором политэкономии и деканом экономического факультета Северо-Кавказского университета (до смерти в 1930 г.).
В. М. Готлобер закончил семилетнюю школу, Северо-Кавказский электромонтажный техникум (1929—1931). В 1936 г. окончил с отличием Московский институт народного хозяйства им. Г. В. Плеханова. Научно-педагогическую деятельность начал в Ростовском государственном университете в 1938 г. В сентябре 1941 г. защитил кандидатскую диссертацию, а в октябре был призван в Красную армию и назначен комиссаром батальона 84-й отдельной морской стрелковой бригады. Во время войны участвовал в обороне Москвы, в боях под Старой Руссой, Орджоникидзе, Краснодаром, на Таманском полуострове.

### Послевоенный уральский период
В. М. Готлобер демобилизовался в звании полковника в апреле 1946 г. и возглавил кафедру политической экономии Уральского университета. При его активном участии с 1948 г. в Уральском университете открывается аспирантура по экономическим специальностям, а в 1960 г. организуется экономический факультет. Активно способствуя начавшейся реформе А. Н. Косыгина, В. М. Готлобер выступил с предложением о создании на Урале нового экономического вуза. 26 марта 1966 г. было принято постановление Совета Министров СССР об организации Свердловского института народного хозяйства (СИНХ) Министерства высшего и среднего специального образования СССР, который начал свою деятельность 10 октября 1967 г. Первым ректором СИНХа приказом Министра высшего и среднего специального образования РСФСР от 3 июля 1967 г. был назначен В. М. Готлобер, проделавший огромную организационную работу по созданию нового вуза, определению его структуры и направления деятельности. В 1968 г. он оставил эту должность и переехал на Кубань.
Под руководством В. М. Готлобера, одной из первых в стране кафедра политической экономии УрГУ стала выполнять хоздоговорные работы по заказам промышленных предприятий. Характерной чертой научной работы преподавателей и аспирантов кафедры стала коллективная разработка актуальных проблем теории и практики развития народного хозяйства, вопросов совершенствования хозяйственного расчета, управления производством, стимулирования труда, развития аграрных отношений, научной организации труда и роста его производительности и т. д. На основе результатов проведенных бюджетных и хоздоговорных исследований было защищено 5 докторских и 110 кандидатских диссертаций, в том числе написанных под непосредственным руководством В. М. Готлобера — 70 диссертаций. Многие из его учеников в дальнейшем стали видными учёными, заведующими кафедрами, общественно-политическими деятелями. Среди них академик ВАСХНИЛ В. А. Тихонов, доктора экономических наук, профессора В. Д. Патрушев, А. В. Моисеев, В. И. Олигин-Нестеров, А. П. Кудряшов, В. Ф. Башмачников и др.
Известный уральский философ М. Н. Руткевич вспоминал позже, что после XXI съезда КПСС было принято решение о введении дополнительного предмета марксистского толка — теорию научного коммунизма. В специально созванном по этому поводу Всесоюзном совещании руководителей кафедр общественных наук в старом Кремлёвском дворце ярче всех выступил В. М. Готлобер, который «на пальцах» доказал ненужность введения этого предмета, повторяющего куски из политэкономии социализма, истории партии и исторического материализма. Ему дружно похлопали в зале, но новый курс все равно ввели.

### Кубанский период
21 апреля 2008 г. вновь открытой аудитории 232 на Экономическом факультете Уральского университета было присвоено имя Валентина Михайловича Готлобера.

## Награды
За участие в Великой Отечественной войне награждён орденами и медалями.
- Орден Красной Звезды (07.05.1943)
- Орден Отечественной войны I (23.05.1945) и дважды II степени (23.10.1944 и 06.04.1985)
- Медаль «За отвагу» (24.03.1943)
- Медаль «За оборону Москвы»
- Медаль «За оборону Кавказа»
- Медаль «За победу над Германией»

## Публикации
- Пути ускорения оборота рубля: (Оборотные средства предприятия и пути их оборачиваемости). — Свердловск, 1949;
- Хозяйственный расчёт как экономическая категория и социалистический метод хозяйствования. — Свердловск, 1958;
- Экономическая эффективность внедрения новой техники. — М., 1958 (в соавторстве);
- Вопросы теории хозрасчета. — Братислава, 1961 (чешск.);
- Социалистическое соревнование и передовой опыт в лёгкой промышленности: (На прим. текстил. предприятий Краснодар. края). — М.: Лег. и пищ. пром-сть, 1981. — 119 с. (в соавт. с В. С. Демченковым);
- Экономика безотходного производства: Опыт работы предприятий пищ. пром-сти Краснодар. края. — М.: Агропромиздат, 1986. — 77,[2] с. (в соавт. с В. С. Демченковым, С. Н. Труниным);
- Социально-экономические проблемы развивающихся стран: Учеб. пособие. — Краснодар: КубГУ, 1988. — 107,[2] с. (в соавт. с Ю. В. Филипповым, Н. В. Остапенко);
- Народные университеты в системе непрерывного образования трудящихся: Из опыта работы Краснодар. краев. нар. ун-та экон. культуры. — М.: Общество «Знание» РСФСР, 1989. — 39,[1] с.
- Бригадные формы организации и стимулирования труда: опыт, задачи и перспективы развития / Отв. ред. А. И. Бакурский. — Ростов н/Д: Изд-во Рост. ун-та, 1989. — 96 с. — ISBN 5-7507-0073-9 (в соавт.).